# Transsecte (urbà)
|  | No s'ha de confondre amb Transsecte. |

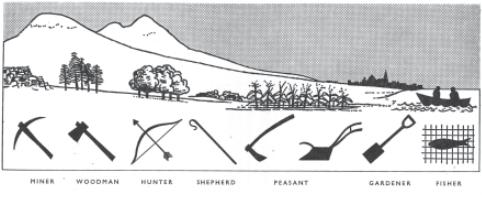
«Valley Section» de Patrick Geddes, 1909

El transsecte urbà a rural és un model de planejament urbanístic creat pel «nou urbanista» Andrés Duany. El transsecte defineix una sèrie de zones que van de les escasses masies rurals fins al dens nucli urbà. Cada zona és fractal, ja que conté una transició similar des de la vora fins al centre del barri. El transsecte és un concepte important per al Nou Urbanisme i els moviments de creixement intel·ligent. L'empresa DPZ de Duany ha plasmat la filosofia del transsecte urbà al seu codi de planificació genèric SmartCode per a les ordenances municipals.
La importància de la planificació dels transsectes es veu particularment com un contrast amb la zonificació euclidiana moderna (zones diferents per cada ús; el nom prové del municipi d'Euclid, Ohio) i el desenvolupament suburbà. En aquests patrons d'urbanisme, es dediquen grans àrees a una única finalitat, com ara l'habitatge, les oficines, les compres, i només s'hi pot accedir per les vies principals. El transsecte, en canvi, disminueix la necessitat de viatges de llarga distància per qualsevol mitjà.
El concepte de transsecte va ser manllevat de l'ecologia. Els transsectes ecològics s'utilitzen per descriure canvis en l'hàbitat al llarg d'algun gradient, com ara un canvi en la topografia o la distància d'una massa d'aigua. Patrick Geddes, a la seva «Valley Section» de principis del segle xx va ser dels primers a proclamar que els assentaments humans s'havien d'analitzar en el context de la seva regió natural. Els transsectes van ser utilitzats posteriorment per Ian McHarg a Design with Nature.

## Desglossament del Transsecte
Una característica important de la planificació de transsectes és que incorpora una varietat d'espais residencials i comercials en un únic barri. Un barri típic consistiria en una zona comercial lleugera amb un banc, botiga general, pub, cafeteria i apartaments. En desplaçar-se cap a l'exterior des del centre, la densitat residencial disminuiria gradualment començant pels apartaments, passant per les cases adossades fins a les cases totalment unifamiliars. La zona central seria un focus de trànsit i, idealment, es troba a poca distància a peu des de qualsevol punt del barri.
El Transsecte té sis zones, passant de rural a urbà. Comença amb dues de caràcter totalment rural: preserva rural (espais protegits a perpetuïtat) i reserva rural (zones d'alta qualitat ambiental o paisatgística que actualment no estan protegides, però que ho podrien estar). La zona de transició entre el camp i la ciutat s'anomena Pont, que engloba la part més rural del barri o veïnat, i el camp s'hi ubica més enllà. El Pont està format principalment per cases unifamiliars. Tot i que el Pont és la zona més purament residencial, pot tenir alguns usos mixts, com ara edificis cívics (les escoles són especialment adequades per al Pont). La següent és la zona General, la més gran de la majoria de barris. La General és principalment residencial, però de caràcter més urbà (una densitat una mica més alta amb una barreja de tipus d'habitatge i una combinació d'usos una mica més permesa). A l'extrem urbà de l'espectre hi ha dues zones d'ús principalment mixt: el Centre (pot ser un nucli de barri petit o un nucli urbà més gran, aquest últim donant servei a més d'un barri) i el Nucli (al servei de la regió, normalment un districte central de negocis). El Nucli és la zona més urbana.
El caràcter —des de rural fins a altament urbà— de cadascuna de les zones del continu transsecte està format no només pels usos i activitats del sòl que es desenvolupen en aquesta zona, sinó també pel grau de desenvolupament i la tipologia d'aquest desenvolupament. En contrast amb la zonificació convencional del segle xx, que es preocupava majoritàriament d'usos i activitats del sòl i ignorava en gran manera qüestions de tipologia i forma de comunitat (també coneguda com a forma urbana), els codis de zonificació basats en transsectes prenen el tema de la tipologia del desenvolupament com a principal preocupació.

## Potencials en la implementació
El potencial del transsecte com a eina de planificació urbana rau en:
1) Educació: és fàcil d'entendre.
2) Codificació: es pot traslladar directament al marc legal existent dels districtes de zonificació euclidiana.
3) Entorns immersius: aquells en què tots els elements de l'entorn humà treballen junts per crear quelcom més gran que la suma de les parts.
El transsecte conté altres característiques: crea un marc per controlar i promoure el creixement en determinades zones; pretén augmentar la vida dels vianants, la seguretat local i la identitat comunitària i proporciona eines per protegir i restaurar els entorns naturals. Un transsecte és un desglossament d'habitatges del centre de la ciutat a cases de camp.

## Reptes per a la implementació
Moltes de les característiques de la planificació de transsectes no es poden reproduir sense modificar les ordenances municipals. Per exemple, el transsecte anima les botigues a orientar-se vers la vorera, per permetre una compra directa a través d'un mostrador, i passar els aparcaments cap a la part posterior. En molts municipis, aquest disseny no estaria permès avui per avui per les ordenances urbanístiques. Per tant, qualsevol esforç per implementar els principis del transsecte ha d'anar acompanyat de canvis normatius (vegeu el desenvolupament de SmartCode).

## Regions que han implementat el Transsecte
- Un exemple és el comtat d'Albemarle, Virgínia (EUA)